# Tammukkajärvi (sjö i Utsjoki, Lappland, Finland)
Tammukkajärvi eller Tabmokjavri eller Taabmokjävri är en sjö i Finland. Den ligger i kommunen Utsjoki i landskapet Lappland, i den norra delen av landet, 1 100 km norr om huvudstaden Helsingfors. Tammukkajärvi ligger 343,6 meter över havet. Omgivningarna runt Tammukkajärvi är i huvudsak ett öppet busklandskap. Arean är 19 hektar och strandlinjen är 1,94 kilometer lång. Sjön  ingår i Tana älvs huvudavrinningsområde. 